# Anestésico

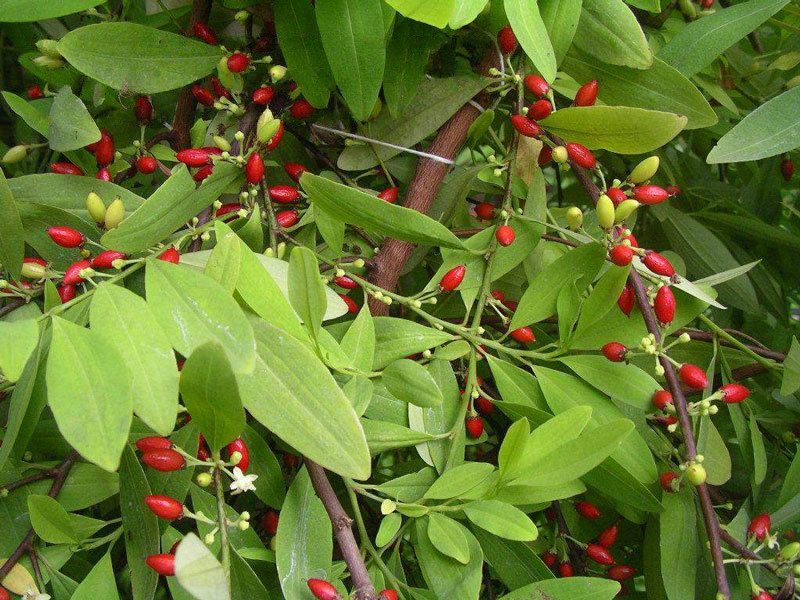
Hojas de la planta de coca (Erythroxylum novogranatense var. Novogranatense), de donde se deriva la cocaína, el único anestésico local natural.

Un anestésico es un medicamento que se usa para inducir anestesia ⁠— en otras palabras, para provocar una pérdida temporal de la sensibilidad o la conciencia. Se pueden dividir en dos grandes clases: anestésicos generales, que resultan en una pérdida reversible de la conciencia, y anestésicos locales, que causan una pérdida reversible de la sensibilidad en una región limitada del cuerpo sin afectar necesariamente la conciencia. 
Se utiliza una amplia variedad de medicamentos en la práctica anestésica moderna. Muchos rara vez se usan fuera de la anestesiología, pero otros se usan comúnmente en varios campos de la atención médica. Las combinaciones de anestésicos a veces se usan por sus efectos terapéuticos sinérgicos y aditivos. Sin embargo, los efectos adversos también pueden aumentar. Los anestésicos son distintos de los analgésicos, que bloquean solo la sensación de estímulos dolorosos. 

## Anestésicos locales

Estructura molecular de la ropivacaína.

Los agentes anestésicos locales evitan la transmisión de los impulsos nerviosos sin causar inconsciencia. Actúan uniéndose reversiblemente a los canales de sodio desde las fibras nerviosas, evitando así que el sodio ingrese a las fibras, estabilizando la membrana celular y evitando la propagación del potencial de acción. Cada uno de los anestésicos locales tiene el sufijo "–caína" en sus nombres. 
Los anestésicos locales pueden ser de base éster o amida. Los anestésicos locales de éster (como procaína, ametocaína, cocaína, benzocaína, tetracaína) generalmente son inestables en solución y de acción rápida, se metabolizan rápidamente por las colinesterasas en el plasma sanguíneo y el hígado, y más comúnmente inducen reacciones alérgicas. Los anestésicos locales de amida (como lidocaína, prilocaína, bupivicaína, levobupivacaína, ropivacaína, mepivacaína, dibucaína y etidocaína) son generalmente estables al calor, con una larga vida útil (alrededor de dos años). Las amidas tienen un inicio más lento y una vida media más larga que los anestésicos de éster, y generalmente son mezclas racémicas, con la excepción de levobupivacaína (que es S(-)-bupivacaína) y ropivacaína (S(-)-ropivacaína). Las amidas se usan generalmente en técnicas regionales y epidurales o espinales, debido a su mayor duración de acción, que proporciona una analgesia adecuada para la cirugía, el trabajo de parto y el alivio sintomático.    
Solo se pueden inyectar intratecalmente agentes anestésicos locales sin conservantes. 
La petidina también tiene propiedades anestésicas locales, además de sus efectos opioides.

## Anestésicos generales

### Agentes inhalados
- Desflurano
- Enflurano
- Halotano
- Isoflurano
- Metoxiflurano
- Óxido nitroso
- Sevoflurano
- Xenón (raramente usado)

Los agentes volátiles son líquidos orgánicos especialmente formulados que se evaporan fácilmente y se administran por inhalación para la inducción o el mantenimiento de la anestesia general. El óxido nitroso y el xenón son gases a temperatura ambiente en lugar de líquidos, por lo que no se consideran agentes volátiles. El vapor o gas anestésico ideal debe ser no inflamable, no explosivo y soluble en lípidos. Debe poseer baja solubilidad en gases en sangre, no tener toxicidad o efectos secundarios en los órganos terminales (corazón, hígado, riñón), no debe ser metabolizado y no debe ser irritante para las vías respiratorias del paciente. 
Ningún agente anestésico actualmente en uso cumple con todos estos requisitos, ni ningún agente anestésico puede considerarse seguro. Existen riesgos inherentes e interacciones farmacológicas que son específicas para cada paciente. Los agentes de uso corriente generalizado son isoflurano, desflurano, sevoflurano y óxido nitroso. El óxido nitroso es un gas adyuvante común, lo que lo convierte en uno de los medicamentos más longevos aún en uso actual. Debido a su baja potencia, no puede producir anestesia por sí solo, pero con frecuencia se combina con otros agentes. El halotano, un agente introducido en la década de 1950, ha sido reemplazado casi por completo en la práctica moderna de anestesia por agentes más nuevos debido a sus deficiencias. En parte debido a sus efectos secundarios, el enflurano nunca ganó popularidad generalizada. 
En teoría, cualquier agente anestésico inhalado puede usarse para la inducción de anestesia general. Sin embargo, la mayoría de los anestésicos halogenados son irritantes para las vías respiratorias, lo que puede provocar tos, laringoespasmo e inducciones difíciles en general. Por esta razón, el agente más utilizado para la inducción inhalatoria es el sevoflurano. Todos los agentes volátiles se pueden usar solos o en combinación con otros medicamentos para mantener la anestesia (el óxido nitroso no es lo suficientemente potente como para usarse como agente único). 
Los agentes volátiles se comparan con frecuencia en términos de potencia, que es inversamente proporcional a la concentración alveolar mínima. La potencia está directamente relacionada con la solubilidad en lípidos. Esto se conoce como la hipótesis de Meyer-Overton. Sin embargo, ciertas propiedades farmacocinéticas de los agentes volátiles se han convertido en otro punto de comparación. La más importante de esas propiedades se conoce como el coeficiente de reparto sangre-gas. Este concepto se refiere a la solubilidad relativa de un agente dado en la sangre. Aquellos agentes con una solubilidad en sangre más baja (es decir, un coeficiente de partición de gas en sangre más bajo; por ejemplo, desflurano) le dan al proveedor de anestesia una mayor rapidez en la valoración de la profundidad de la anestesia y permiten una emergencia más rápida del estado anestésico al suspender su administración. De hecho, los agentes volátiles más nuevos (por ejemplo, sevoflurano, desflurano) han sido populares no debido a su potencia (concentración alveolar mínima), sino a su versatilidad para una emergencia más rápida de la anestesia, gracias a su coeficiente de partición de gases en sangre más bajo. 

### Agentes intravenosos (no opioides)
Si bien hay muchos medicamentos que pueden usarse por vía intravenosa para producir anestesia o sedación, los más comunes son: 
- Barbitúricos
  - Amobarbital ( nombre comercial : Amytal)
  - Metohexital (nombre comercial: Brevital)
  - Tiamilal (nombre comercial: Surital)
  - Tiopental (nombre comercial: Penthothal, denominado tiopentona en el Reino Unido)
- Benzodiacepinas
  - Diazepam
  - Lorazepam
  - Midazolam
- Etomidato
- Ketamina
- Propofol

Los dos barbitúricos mencionados anteriormente, el tiopental y el metohexital, son de acción ultracorta y se usan para inducir y mantener la anestesia. Sin embargo, aunque producen inconsciencia, no proporcionan analgesia (alivio del dolor) y deben usarse con otros agentes. Las benzodiacepinas se pueden usar para la sedación antes o después de la cirugía y se pueden usar para inducir y mantener la anestesia general. Cuando se usan benzodiacepinas para inducir anestesia general, se prefiere el midazolam. Las benzodiacepinas también se usan para la sedación durante procedimientos que no requieren anestesia general. Al igual que los barbitúricos, las benzodiacepinas no tienen propiedades para aliviar el dolor. El propofol es uno de los medicamentos intravenosos más comúnmente utilizados para inducir y mantener la anestesia general. También se puede usar para la sedación durante los procedimientos o en la UCI. Al igual que los otros agentes mencionados anteriormente, deja a los pacientes inconscientes sin producir alivio del dolor. Debido a sus efectos fisiológicos favorables, "el etomidato se ha utilizado principalmente en pacientes enfermos". La ketamina se usa con poca frecuencia en anestesia debido a las experiencias desagradables que a veces ocurren al salir de la anestesia, que incluyen " sueños vívidos, experiencias extracorpóreas e ilusiones". Sin embargo, como el etomidato, se usa con frecuencia en situaciones de emergencia y con pacientes enfermos porque produce menos efectos fisiológicos adversos. A diferencia de los medicamentos anestésicos intravenosos mencionados anteriormente, la ketamina produce un alivio profundo del dolor, incluso en dosis más bajas que las que inducen la anestesia general. También, a diferencia de los otros agentes anestésicos en esta sección, los pacientes que reciben ketamina sola parecen estar en un estado cataléptico, a diferencia de otros estados de anestesia que se parecen al sueño normal. Los pacientes anestesiados con ketamina tienen una analgesia profunda pero mantienen los ojos abiertos y mantienen muchos reflejos. 

## Analgésicos opioides intravenosos
Si bien los opioides pueden producir pérdida del conocimiento, lo hacen de manera poco confiable y con efectos secundarios significativos. Por lo tanto, aunque rara vez se usan para inducir anestesia, con frecuencia se usan junto con otros agentes como anestésicos intravenosos no opioides o anestésicos por inhalación. Además, se usan para aliviar el dolor de los pacientes antes, durante o después de la cirugía. Los siguientes opioides tienen un inicio y duración de acción cortos y se usan con frecuencia durante la anestesia general: 
- Alfentanilo
- Fentanilo
- Remifentanilo
- Sufentanilo, que no está disponible en Australia.

Los siguientes agentes tienen un inicio y una duración de acción más largos y se usan con frecuencia para el alivio del dolor postoperatorio: 
- Buprenorfina
- Butorfanol
- Diamorfina, también conocida como heroína, no está disponible para su uso como analgésico en ningún país, excepto el Reino Unido.
- Hidromorfona
- Levorfanol
- Petidina, también llamada meperidina en América del Norte.
- Metadona
- Morfina
- Nalbufina
- Oxicodona, no disponible por vía intravenosa en EE. UU.
- Oximorfona
- Pentazocina

## Relajantes musculares
Los relajantes musculares no dejan a los pacientes inconscientes ni alivian el dolor. En cambio, a veces se usan después de que un paciente queda inconsciente (inducción de anestesia) para facilitar la intubación o la cirugía paralizando el músculo esquelético. 
- Despolarizantes relajantes musculares 
  - Succinilcolina (también conocida como suxametonio en el Reino Unido, Nueva Zelanda, Australia y otros países, "Celokurin" o "celo" para abreviar en Europa)
  - Decametonio
- Relajantes musculares no despolarizantes 
  - Acción corta 
    - Mivacurio
    - Rapacuronio

  - Actuación intermedia 
    - Atracurio
    - Cisatracurio
    - Rocuronio
    - Vecuronio

  - Actuación larga 
    - Alcuronio
    - Doxacurio
    - Gallamina
    - Metocurina
    - Pancuronio
    - Pipecuronio
    - Tubocurarina

### Efectos adversos
- Relajantes musculares despolarizantes, es decir Suxametonio 
  - Hipercalemia: un pequeño aumento de 0.5 mmol/l ocurre normalmente, esto es de poca consecuencia a menos que el potasio ya esté elevado, como en la insuficiencia renal
  - Hipercalemia: liberación exagerada de potasio en pacientes con quemaduras (se produce a partir de las 24 horas posteriores a la lesión, con una duración de hasta 2 años), enfermedad neuromuscular y pacientes paralíticos (cuadrapléjicos, parapléjicos). Se informa que el mecanismo es a través de la regulación al alza de los receptores de acetilcolina en aquellas poblaciones de pacientes con un aumento de la salida de potasio desde el interior de las células musculares. Puede causar arritmia potencialmente mortal.
  - Dolores musculares, más comunes en pacientes musculares jóvenes que se movilizan poco después de la cirugía.
  - Bradicardia, especialmente si se administran dosis repetidas
  - Hipertermia maligna, una afección potencialmente mortal en pacientes susceptibles.
  - Apnea de Suxametonio, una condición genética rara que conduce a una duración prolongada del bloqueo neuromuscular, esto puede variar de 20 minutos a varias horas. No es peligroso siempre y cuando se reconozca y el paciente permanezca intubado y sedado, existe la posibilidad de concienciar si esto no ocurre.
  - Anafilaxia
- Relajantes musculares no despolarizantes 
  - Liberación de histamina, por ejemplo Atracurio y Mivacurio
  - Anafilaxia

Otra complicación potencialmente perturbadora donde se emplea el bloqueo neuromuscular es la "conciencia de la anestesia". En esta situación, los pacientes paralizados pueden despertarse durante la anestesia, debido a una disminución inapropiada en el nivel de medicamentos que proporcionan sedación o alivio del dolor. Si el proveedor de anestesia pasa por alto este hecho, el paciente puede ser consciente de su entorno, pero no puede moverse ni comunicarlo. Los monitores neurológicos están cada vez más disponibles que pueden ayudar a disminuir la incidencia de la conciencia. La mayoría de estos monitores utilizan algoritmos patentados que monitorean la actividad cerebral a través de potenciales evocados. A pesar de la comercialización generalizada de estos dispositivos, existen muchos informes de casos en los que se ha producido conocimiento bajo anestesia a pesar de una anestesia aparentemente adecuada según lo medido por el monitor neurológico.    

## Agentes de reversión intravenosa
- Flumazenil, revierte los efectos de las benzodiacepinas
- Naloxona, revierte los efectos de los opioides
- Neostigmina, ayuda a revertir los efectos de los relajantes musculares no despolarizantes
- Sugammadex, nuevo agente que está diseñado para unirse a Rocuronio, por lo tanto, termina su acción